# Lake Minchumina
Lake Minchumina is een plaats (census-designated place) in de Amerikaanse staat Alaska, en valt bestuurlijk gezien onder Yukon-Koyukuk Census Area.

## Demografie
Bij de volkstelling in 2000 werd het aantal inwoners vastgesteld op 32.

## Geografie
Volgens het United States Census Bureau beslaat de plaats een oppervlakte van
632,2 km², waarvan 560,5 km² land en 71,7 km² water.

## Plaatsen in de nabije omgeving
De onderstaande figuur toont nabijgelegen plaatsen in een straal van 152 km rond Lake Minchumina.